# Guano

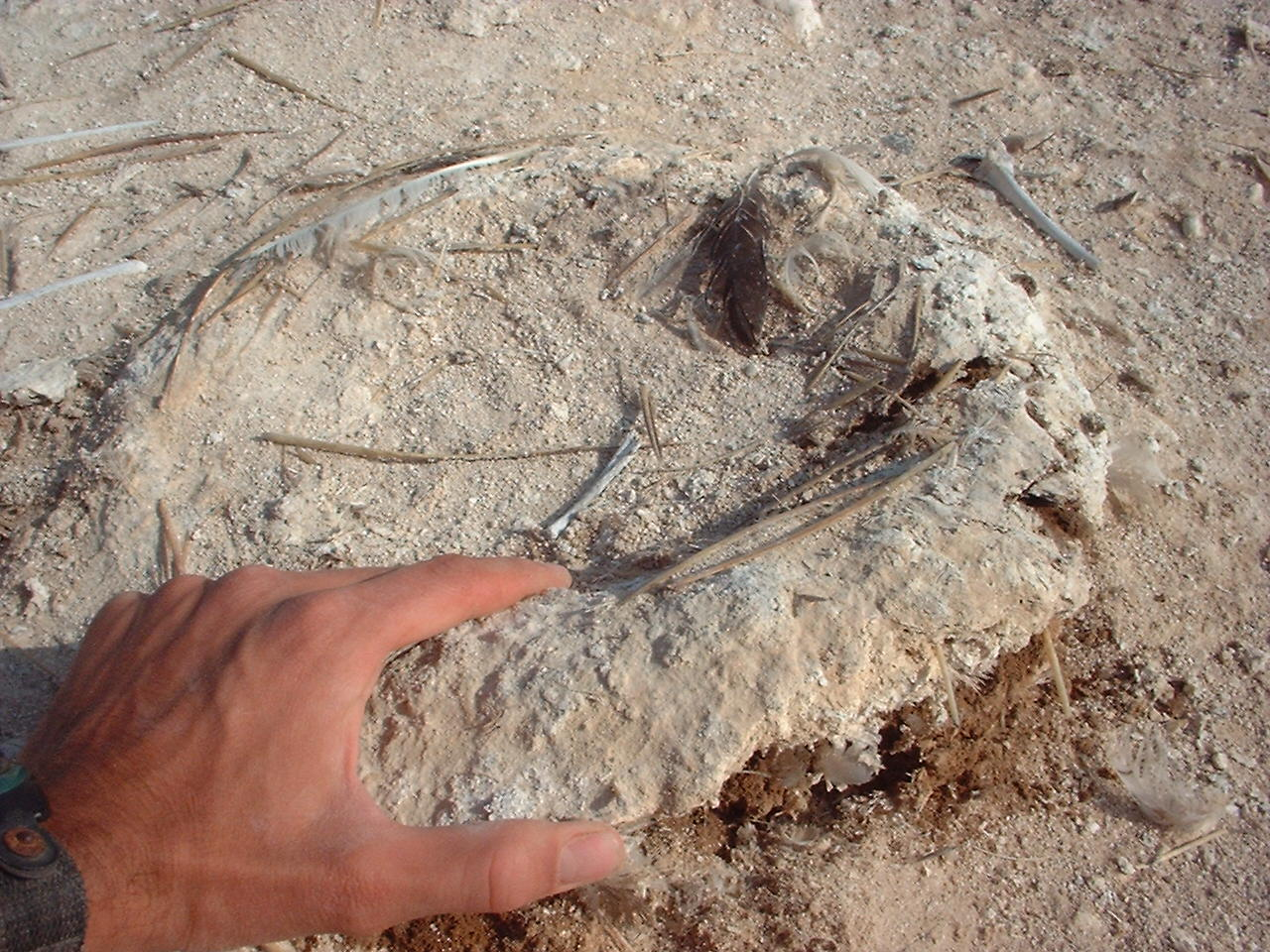
Nido hecho de guano en la Reserva Nacional de Paracas, Perú.

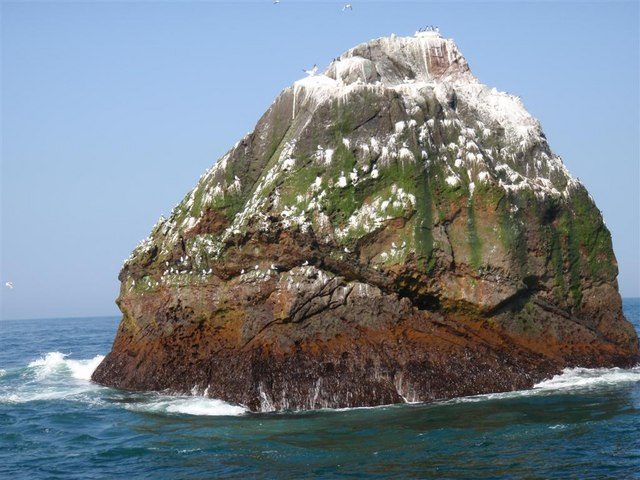
Guano rojo de Chile también es distribuido en Europa como abono por Vitaterra-Mirat.

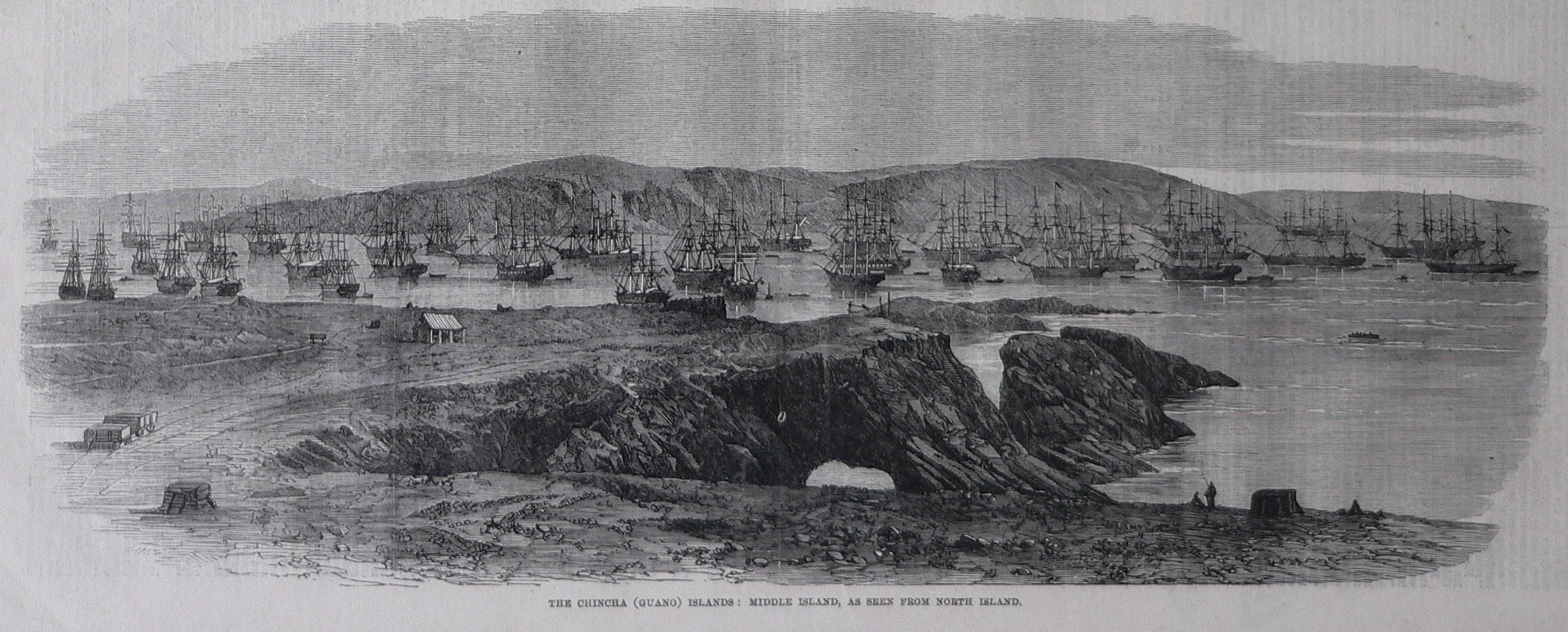
Islas guaneras de Chincha, Perú. 21.2.1863.

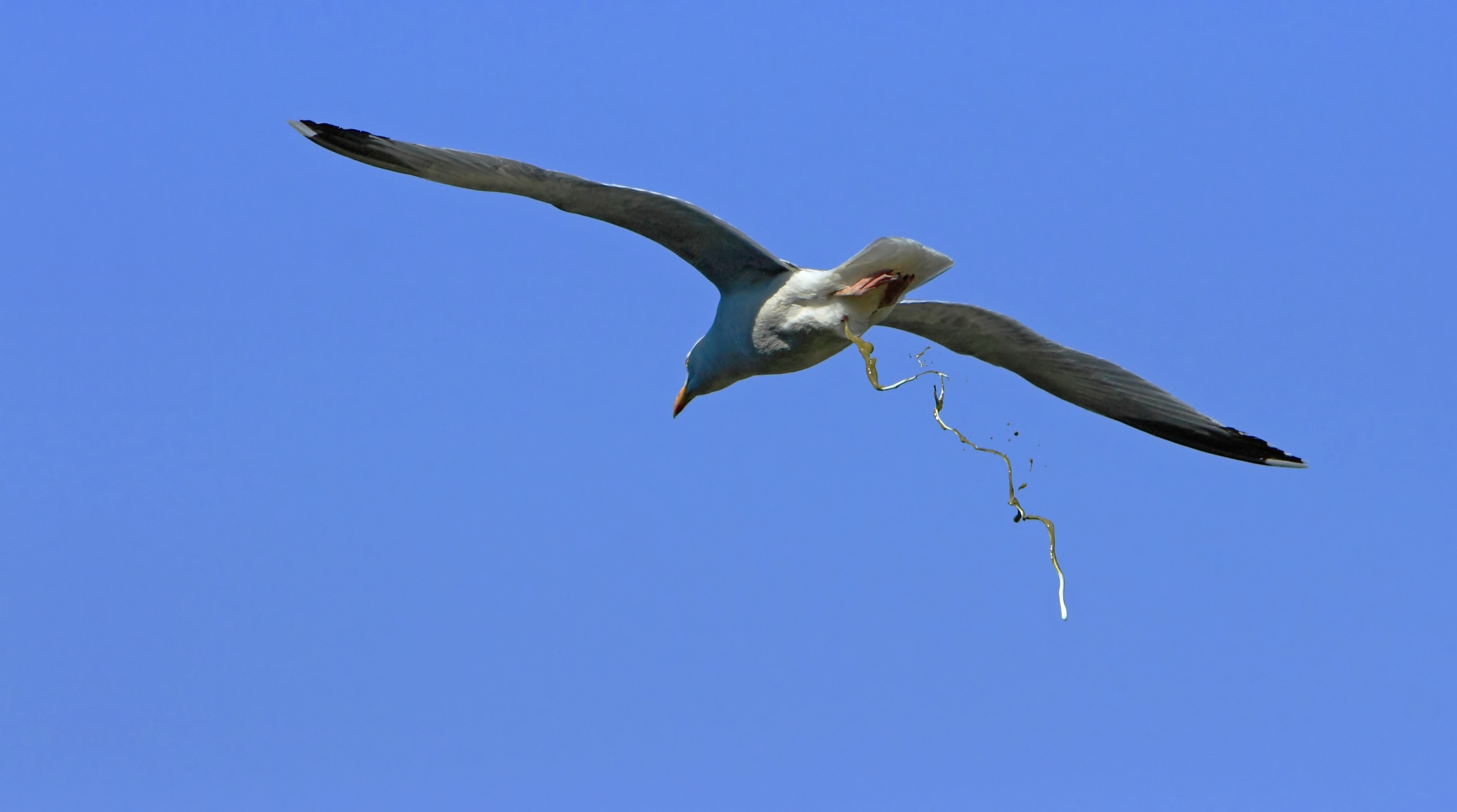
Gaviota defecando

El guano (del quechua wánu, 'abono') es el sustrato resultante de la acumulación masiva de excremento de murciélagos (denominado murcielaguina), aves marinas y focas en ambientes áridos o de escasa humedad. Como abono, el guano es un fertilizante altamente efectivo debido a su excepcional contenido alto en los tres componentes principales para el crecimiento de las plantas: nitrógeno, fósforo y potasio. El comercio de guano durante el siglo XIX desempeñó un papel fundamental en el desarrollo de prácticas agrícolas intensivas y llevó a la colonización formal de islas remotas en muchas partes del mundo. Durante el siglo XIX, las aves productoras de guano se convirtieron en un importante objetivo de conservación. Aún hoy el guano es un producto muy apreciado, especialmente en la agricultura ecológica.

## Composición
El guano de aves marinas es rico en nitrógeno, oxalato amónico y urea, fósforo y fosfatos, además de sal terrestre. El guano procedente de depósitos locales frescos, como los de las islas Chincha en Perú, suele contener de un 8 a un 16 % de nitrógeno (la mayoría procedente del ácido úrico), de un 8 a un 12 % de ácido fosfórico, y de un 2 a un 3 % de potasio equivalente. El excremento fresco de murciélagos comedores de insectos tiene niveles de nitrógeno similares a los procedentes de aves marinas y niveles altos de fosfato, pero el guano de murciélago generalmente tiene menor valor fertilizante debido a que el nitrógeno suele liberarse en los ambientes de cuevas.
El suelo deficiente en materia orgánica puede hacerse más productivo abonándose con guano. Este está compuesto de amoníaco, ácido úrico, fosfórico, oxálico y ácidos carbónicos, sales e impurezas de la tierra. Tiene color rojizo cuando proviene de los yacimientos del Plioceno y el Pleistoceno, y es amarillento cuando es de formación reciente.

## Historia
El guano se recolecta de varias islas e islotes del océano Pacífico, particularmente del Perú y Nauru, y en otros océanos (por ejemplo en la isla Juan de Nova). Estas islas han sido el hogar de colonias de aves marinas durante siglos y el guano acumulado tiene muchos metros de profundidad.
El guano particularmente de las islas Chincha, en el Perú, fue explotado en el siglo XIX y principios del siglo XX y fue su gran producto de exportación durante mucho tiempo.
El guano comenzó a explotarse a partir del año 1845 y, por sus propiedades como fertilizante, era importado por países como Inglaterra y Estados Unidos.
El guano peruano sigue teniendo gran demanda por ser un fertilizante natural de la agricultura ecológica, que sustituye los abonos artificiales por los de origen natural.

### Cualidades medicinales
- Existen testimonios históricos de que se intentó darle uso medicinal al guano, como el del señor Curet, capitán de la nave L'Eduard para las Californias quien, luego de visitar las islas Chincha, afirmó lo siguiente: «El guano es curativo, me he asegurado que en el país se usa con feliz resultado en baños y también al interior, en la lepra, en los herpes, escrófulas y gota».
- El doctor Recamier también asegura haber curado una joven de 21 años de una fuerte afección herpética que era muy resistente y complicada con una tos, la cual tuvo feliz curación con el uso de guano de la isla. Otro caso también complicado y que había durado 4 años es el de una mujer de 50 años con ulceraciones que fue rápidamente curada.
- Ambos testimonios mencionados se pueden encontrar en la revista LA COLMENA, redactado por Ángel Villalobos (1845).

## Guano artificial
El guano también puede designar al abono mineral fabricado a imitación del guano natural, usualmente con el sobrante de la pesca que no es aprovechable para alimentación, que en las pesquerías tradicionales se utiliza para producir abono. Como materia orgánica con poder calorífico, el guano se usó a principios del siglo XX en ciertos lugares de costa para producir electricidad, como fue el caso en Isla Cristina (suroeste de España), por la fábrica de electricidad que suministraba energía a la ciudad durante el primer tercio del siglo XX.